# Jumpei Arai (fodboldspiller, født 1989)
 For alternative betydninger, se Jumpei Arai. (Se også artikler, som begynder med Jumpei Arai)
Jumpei Arai (født 22. juli 1989) er en japansk fodboldspiller, som spiller for den japanske fodboldklub AC Nagano Parceiro.